# Hugh William Mackay
Hugh William baron Mackay, 14e Baron Reay of Reay, Baronet of Far, heer van Ophemert en Zennewijnen (Edinburgh, 19 juli 1937 – Kensington, 10 mei 2013) was een Brits politicus voor de Conservative Party.

## Biografie

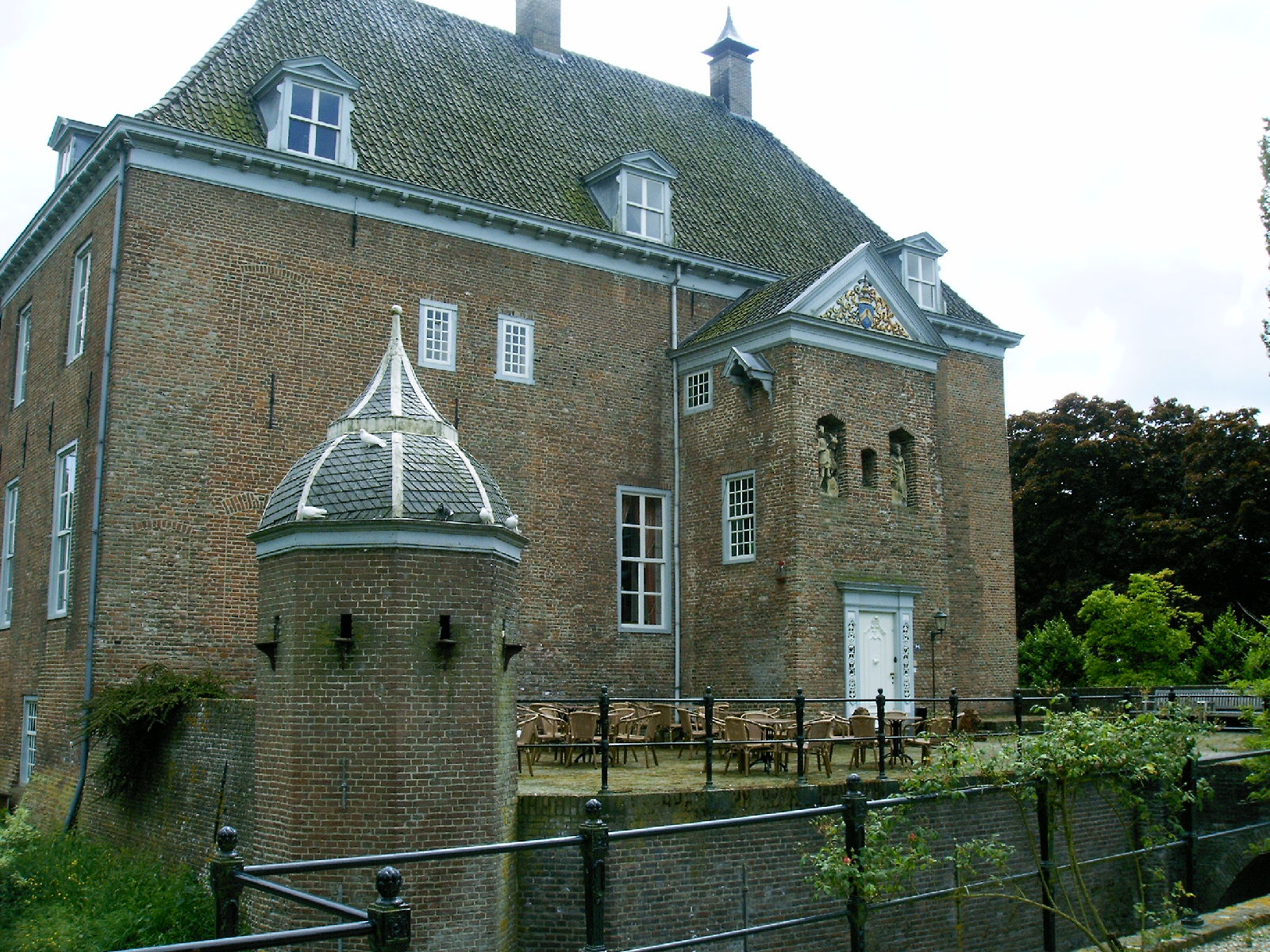
Kasteel Ophemert gezien schuin vanaf de siertuin.

Mackay, lid van de familie Mackay, was een zoon van Aeneas Alexander baron Mackay, 13e Baron Reay of Reay en Baronet of Far (1905-1963) en Maria Charlotte Mary Younger (1908). Zijn vader was na het overlijden van diens vader op 1 november 1921 opgevolgd als baron Reay of Reay, trouwde in 1936 met de Schotse Charlotte Mary Younger en vestigde zich in Schotland; hij liet zich in 1938 naturaliseren tot Brits onderdaan en werd vervolgens Representative Peer voor Schotland in het Britse Hogerhuis. Zoon Hugh Mackay werd eveneens lid van het Britse Hogerhuis; na de hervorming in 1999 van het Hogerhuis verviel zijn zetel maar hij werd verkozen als een van de 92 erfelijke leden van het huis. Eerder was Mackay lid geweest van de Raad van Europa en de West-Europese Unie. Van 1973 tot 1979 was hij lid van het Europees Parlement.
Mackay erfde van zijn vader tevens de heerlijkheden Ophemert en Zennewijnen en werd daarmee eigenaar van kasteel Ophemert. Op 24 maart 2010 gaf hij in erfpacht uit bijna 4 hectare grond met het kasteel, koetshuis en overige opstallen van Ophemert aan Alexander baron van Dedem. Na zijn overlijden werd zijn zoon Aeneas Simon Mackay als enig erfgenaam eigenaar van kasteel Ophemert.
Mackay trouwde twee keer: in 1964 met the Hon. Annabel Térese Fraser (dochter van de 15e baron Lovat), in 1980 met Victoria Isabella Warrender. Uit het eerste huwelijk heeft hij drie kinderen, uit het tweede twee dochters. Zijn opvolger als Lord Reay is zijn oudste zoon, de bankier Aeneas Simon baron Mackay, 15e Baron Reay of Reay, Baronet of Nova Scotia, heer van Ophemert en Zennewijnen (1965).